# 戦後レジーム
戦後レジーム（せんごレジーム）とは、第二次世界大戦後に確立された世界秩序の体制や制度の事を指す。「レジーム（Regime）」は、「体制・政治体制」などの意味で、フランス革命以前の旧体制を意味したアンシャン・レジームなどの用例が存在し、体制転換が行われることを「レジーム・チェンジ」と呼ぶ。
曽根泰教は、ブレトン・ウッズ協定に基づいて設立された国際通貨基金も「戦後レジーム」の一つであると述べている。

## 日本
現代の日本で戦後レジームの意味するところは主に、第二次世界大戦での日本の降伏後、GHQによる占領下で出来上がった日本国憲法を始めとする憲法や法令即ち自由民主主義の体制、テレビや新聞などのマスコミ、経済や金融では通貨発行権や通貨管理権の所在を意味する言葉として使われている。
中曽根康弘が「戦後政治の総決算」を繰り返し唱え、後輩である安倍晋三もこの体制からの脱却を唱えた。
安倍は2006年7月21日発行の自著『美しい国へ』で、戦後レジームとは何か、そこから脱却するにはどうするか、について自身の理念を包括的に述べた。同年9月26日に第1次安倍内閣が発足、翌2007年1月26日、第166回国会における施政方針演説で「戦後レジームを、原点にさかのぼって大胆に見直す必要を説いた。
第二次安倍政権ではこの用語はあまり用いられなかった。